# Elisabetta Gualmini

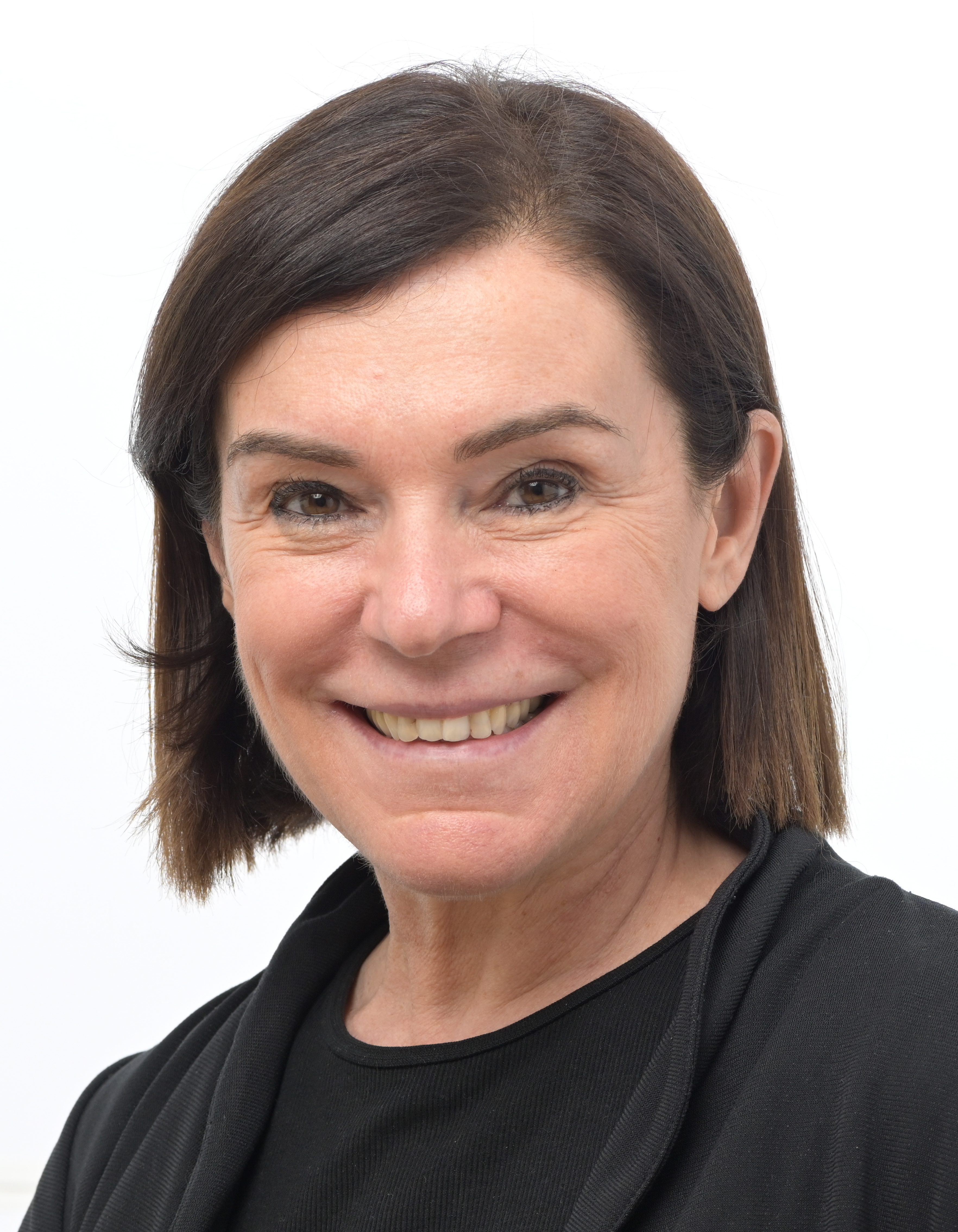
Elisabette Gualmini (2024)

Elisabetta Gualmini (geboren am 17. Mai 1968 in Modena, Emilia-Romagna) ist eine italienische Politikwissenschaftlerin und Politikerin (PD). Die langjährige Universitätsprofessorin und Autorin zahlreicher politikwissenschaftlicher Werke wechselte 2014 in die Politik und übernahm das Amt der Sozialrätin der Region Emilia-Romagna. Seit der Europawahl 2019 ist sie Mitglied des Europäischen Parlaments als Teil der S&D-Fraktion.

## Leben

### Ausbildung und akademische Karriere
Elisabette Gualmini wurde am 17. Mai 1968 in der Stadt Modena geboren, wo sie auch aufwuchs, das Liceo Muratori besuchte und dort ein klassisches Abitur ablegte. Nach ihrem Schulabschluss zog Gualmini nach Bologna, um dort an der Universität Politikwissenschaften zu studieren. Sie schloss ihr Studium mit einer Arbeit über die Theorie komplexer Organisationen mit Bestnote ab. Anschließend wechselte sie an die Universität Florenz, um dort bis 1996 in Politikwissenschaften zu promovieren.
Nach ihrer Promotion entschloss sich Gualmini weiter in der Wissenschaft zu bleiben und nahm für 1996/97 zunächst einen Lehrvertrag an der Bocconi-Universität in Mailand im Studiengang Verwaltungswissenschaften an. Anschließend wechselte sie zurück an die Universität Bologna, um dort zu forschen, bevor sie 2000 außerordentliche Professorin für Politikwissenschaften an der gleichen Einrichtung wurde. Von 2001 bis 2002 leitete sie dort den Studiengang „Europäische Institutionen und Politik“, von 2001 bis 2007 leitete sie den Studiengang „Regierung, Management und Gebietsverwaltung“. Parallel zu ihren universitären Verpflichtungen wurde sie 2005 für die Professur für Politikwissenschaften an der Universität berufen.
Gualmini war an mehreren internationalen Universitäten und Forschungszentren (u. a. an der London School of Economics, der Humboldt-Universität und dem Wissenschaftszentrum Berlin für Sozialforschung, UCLA und UCB in Kalifornien). Sie hat mehrere Monographien und etwa dreißig Aufsätze in mehreren Sprachen über Wohlfahrts- und Arbeitspolitik in einer vergleichenden Perspektive, über die öffentliche Verwaltung in Italien und Europa und über politische Parteien in Italien geschrieben. Des Weiteren hat sie ein Buch (Le mamme ce la fanno, Mondadori) veröffentlicht, in dem sie über Anekdoten aus ihrem Privatleben und die Herausforderungen für berufstätige Mütter berichtet. 
Von 2004 bis 2007 leitete Gualmini die Rivista italiana di politiche pubbliche des Verlags Il Mulino. Von 2011 bis 2012 war sie Vorsitzende der Forschungsstiftung Institut Carlo Cattaneo. Ab 2012 war sie als Kolumnistin für die Tageszeitung La Stampa tätig.

### Politische Karriere
Gualmini ist Mitglied des Partito Democratico. 2014 ließ sie sich von ihrer Universität beurlauben, nachdem sie zur Vizepräsidentin und Sozialrätin der Region Emilia-Romagna ernannt wurde. In dieser Funktion engagierte sie sich vor allem in den Bereichen sozialer Wohnungsbau, Kinder-, Jugend- und Familienpolitik, sowie Armutsbekämpfung. In ihrer Amtszeit führte sie unter anderem ein „Reddito di Solidarietà“ (Solidarseinkommen) ein.
2019 nominierte ihre Partei sie für den zweiten Listenplatz für die Europawahl 2019 im Europawahlkreis Nordostitalien. Die PD gewann in dem Wahlkreis mit 23,7 Prozent (minus 19,7 Prozent) 4 der 15 Mandate, sodass Gualmini direkt einzog. Im Europäischen Parlament schloss sie sich wie ihre Parteikollegen der sozialdemokratischen S&D-Fraktion an. Für die Fraktion ist sie Mitglied im Haushaltsausschuss und im Ausschuss für Beschäftigung und Soziales. Des Weiteren ist sie stellvertretendes Mitglied im Ausschuss für regionale Entwicklung.

### Katar-Korruptionsskandal
Im März 2025 wurde der Vorwurf bekannt, dass Gualmini in dem Katar-Korruptionsskandal involviert sein soll. Die belgische Föderalstaatsanwaltschaft beantragte aus diesem Grund die Aufhebung der Immunität von Gualmini. Als Reaktion auf die Vorwürfe suspendierte Gualmini ihre Mitgliedschaft in der Gruppe der Sozialdemokraten.  Sie betonte aber "die vollständige Nichtbeteiligung an jedweden korrupten Aktivitäten" und führte aus, dass sie für die volle gerichtliche Aufklärung der Vorwürfe zur Verfügung stehe.

### Privat
Gualmini ist verheiratet und Mutter zweier Kinder. Sie spricht Englisch, Französisch und Deutsch.

## Veröffentlichungen
- Le rendite del neo-corporativismo: politiche pubbliche e contrattazione privata nella regolazione del mercato del lavoro italiano e tedesco, Soveria Mannelli, Rubbettino. ISBN 88-7284-516-5
- Salvati dall'Europa?, Bologna, Il Mulino. (mit M. Ferrera) ISBN 88-15-07302-7
- L'amministrazione nelle democrazie contemporanee, Roma-Bari, Laterza. (Premio Società Italiana di Scienza Politica, 2005.) ISBN 978-88-420-7064-1
- Vigilanza sul lavoro. La riforma del sistema tra difesa della legalità e tutela dell'impresa, Padova, Cedam. (mit A. Pizzoferrato e S. Vergari) ISBN 88-13-26486-0
- Rescued by Europe?, Social and Labour Market Reforms in Italy From the First Republic to Berlusconi, Amsterdam, Amsterdam University Press. (mit M. Ferrera) ISBN 90-5356-651-1
- La pubblica amministrazione in Italia, Bologna, Il Mulino. (mit G. Capano) ISBN 978-88-15-23241-0
- Italian Politics 2011, English Edition, London, Berghaham Press. (mit E. Pasotti) ISBN 978-0-85745-457-7
- Politica in Italia. Edizione 2011, Bologna, Il Mulino. (mit E. Pasotti) ISBN 978-88-15-23352-3
- Tra l'incudine e il martello. Le regioni e i nuovi rischi sociali, Bologna, Il Mulino. (mit V. Fargion) ISBN 978-88-15-24115-3
- Il partito di Grillo, Bologna, Il Mulino. (mit P. Corbetta) ISBN 978-88-15-24159-7
- Le politiche del lavoro, Bologna, Il Mulino. (mit R. Rizza) ISBN 978-88-15-24602-8